# Ga Siu
Ga Siu (Tiếng Hàn: 시우역, Hanja: 時雨驛) là ga tàu điện ngầm trên Tuyến Seohae nằm ở Wonseon-dong, Danwon-gu, Ansan-si, Gyeonggi-do.

## Lịch sử
- 21 tháng 10 năm 2013: Công bố kinh doanh tuyến đường sắt và quyết định đặt tên ga là Ga Wongok (元谷驛)[1]
- 6 tháng 4 năm 2018: Thông báo về bảng khoảng cách đường sắt[2]
- 16 tháng 6 năm 2018: Hoạt động kinh doanh bắt đầu với việc khai trương Tuyến Seohae[3]
- 24 tháng 11 năm 2020: Đổi tên ga trên Tuyến Seohae thành Ga Siu (時雨驛)[4]
- 9 tháng 12 năm 2020: Tên ga trên tuyến kết nối Ansan được sửa lại thành Ga Siu (時雨驛)[5]

## Bố trí ga
| ↑ Choji |
| \| S/B  |
| Wonsi↓  |

| Hướng Bắc | ●Tuyến Seohae | ← Hướng đi Choji · Seonbu · Sân bay Quốc tế Gimpo · Ilsan |
| Hướng Nam | ●Tuyến Seohae | → Hướng đi Wonsi →                                        |

## Xung quanh nhà ga
- Tổng công ty liên hợp công nghiệp Hàn Quốc Trụ sở khu vực Gyeonggi
- LF Fashion Outlet
- Khu công nghiệp Gongdan
- Quảng trường khách sạn Ansan
- Viện đào tạo doanh nghiệp vừa và nhỏ
- Công Ty Cổ Phần Doanh Nghiệp Vừa Và Nhỏ Ansan Trung Tâm POSTBI

## Hình ảnh

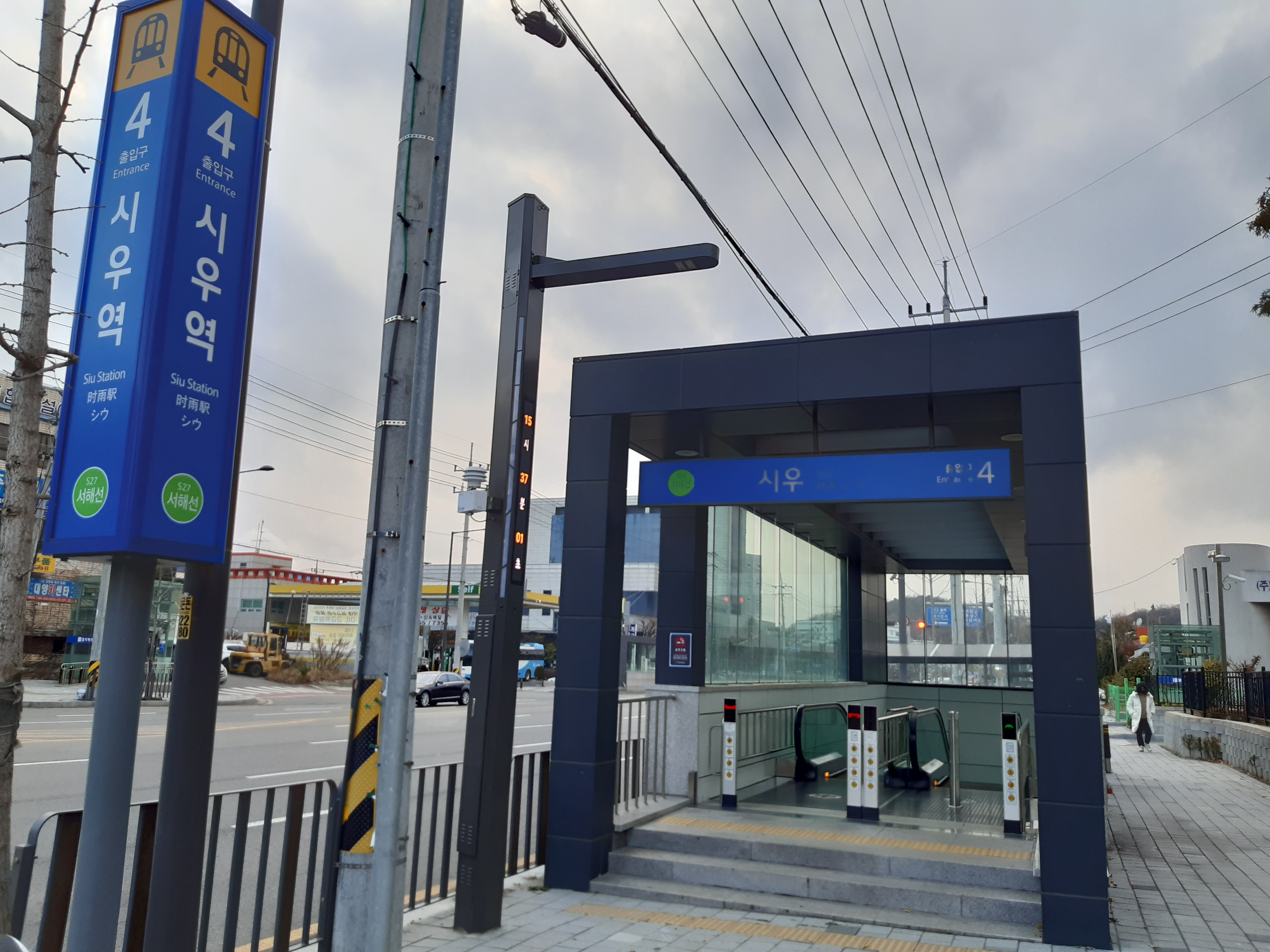
Lối ra số 4
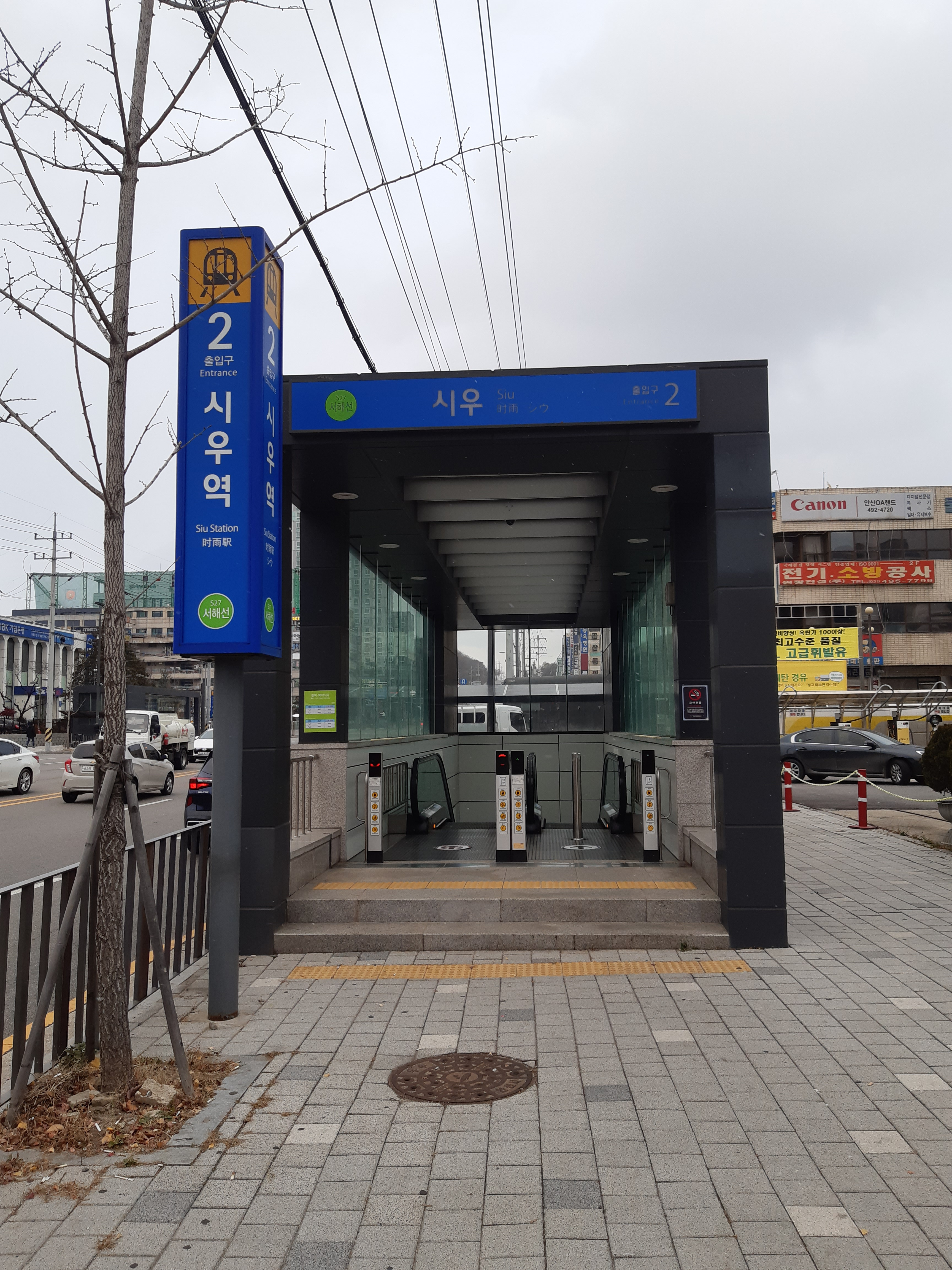
Lối ra số 2
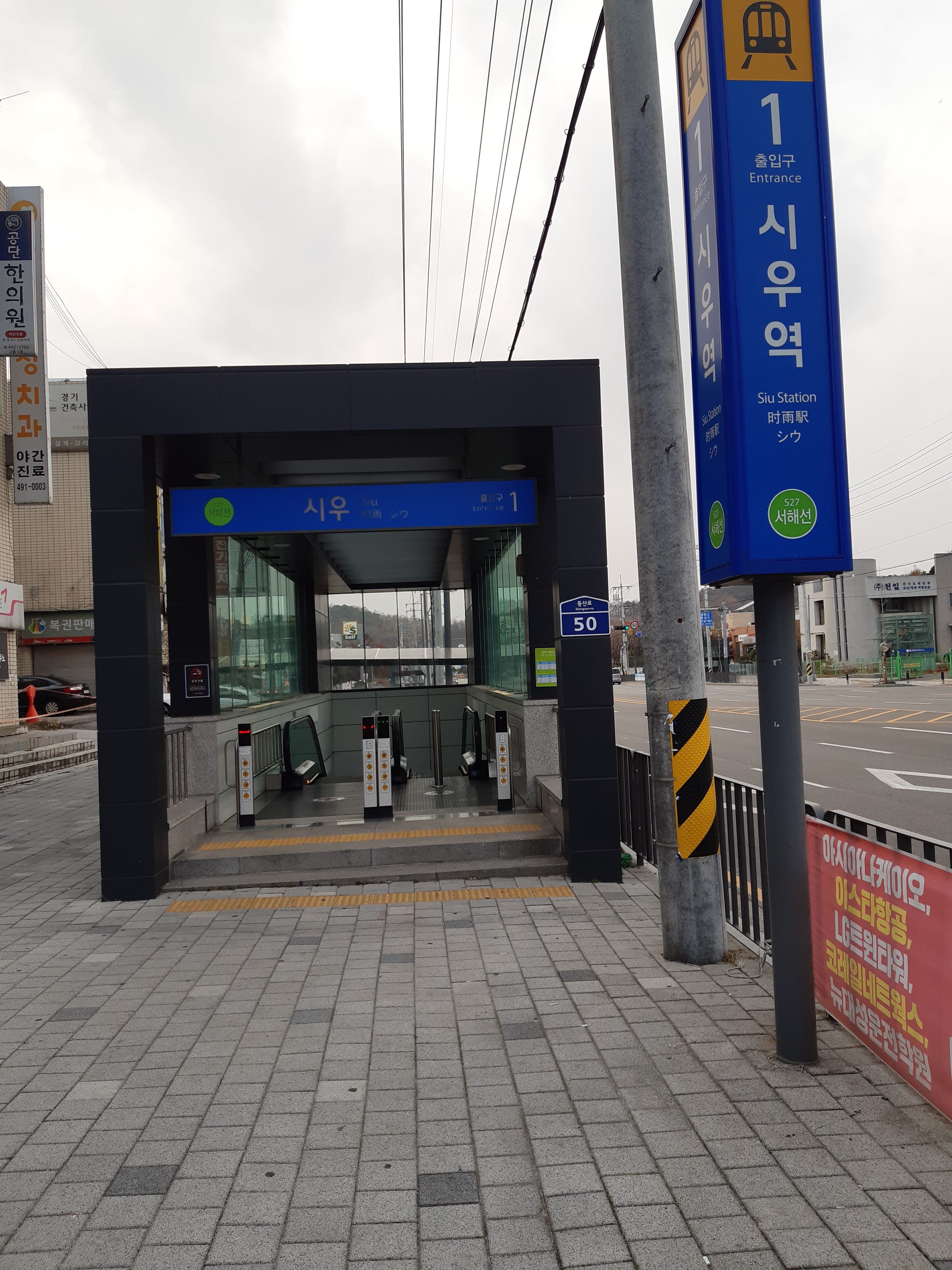
Lối ra số 1